# Haleny
Haleny (biał. Галены, Haleny; ros. Галены, Galeny)  – wieś na Białorusi, w obwodzie brzeskim, w rejonie prużańskim, w sielsowiecie Suchopol.
Wieś leśnictwa białowieskiego w ekonomii grodzieńskiej w drugiej połowie XVII wieku. 
W latach 1921–1939 należała do gminy Suchopol.
Według Powszechnego Spisu Ludności z 1921 roku wieś zamieszkiwało 143 osoby, wśród których 134 było wyznania prawosławnego a 9 mojżeszowego. Jednocześnie 134 mieszkańców zadeklarowało polską przynależność narodową a 9 żydowską. We wsi było 29 budynków mieszkalnych.